# Jan Bazen
Cornelis Jan Bazen (Zevenhuizen, 3 januari 1948) is een Nederlands voormalig langebaanschaatser. Hij was gespecialiseerd in de sprintafstanden en won in 1970, 1971 en 1972 het Nederlandse kampioenschap sprint.
Bazen brak tweemaal het Nederlands record op zowel de 500 meter als de 1000 meter. Op de internationale toernooien wist hij geen aansprekende resultaten te boeken. Bazen wist zich niet te kwalificeren voor de Olympische Winterspelen 1972. Voor de Olympische Winterspelen 1976 kwam hij aanvankelijk niet voor op de lijst van de KNSB maar na navraag door NOC-chef de mission Bram Leeuwenhoek werd hij toch toegevoegd. Op de 500 meter werd Bazen zesde. Voor de 1000 meter trok hij zich wegens ziekte terug.

## Persoonlijke records
| Afstand    | Tijd   | Datum            | Baan              |
| ---------- | ------ | ---------------- | ----------------- |
| 500 meter  | 38,80  | 4 maart 1972     | Inzell            |
| 1000 meter | 1.18,1 | 5 februari 1976  | Davos             |
| 1500 meter | 2.06,0 | 28 Januari 1970  | Cortina d'Ampezzo |
| 3000 meter | 4.34,9 | 2 maart 1972     | Inzell            |
| 5000 meter | 8.27,5 | 30 november 1967 | Jaap Edenbaan     |